# I quaranta giorni del Mussa Dagh
I quaranta giorni del Mussa Dagh (Die vierzig Tage des Musa Dagh) è un romanzo storico dello scrittore Austro-Boemo Franz Werfel che narra gli eventi avvenuti nel 1915, durante il primo anno di guerra della prima guerra mondiale, all'inizio dello sterminio degli Armeni cristiani, perpetrato dal Governo dei Giovani Turchi. Progettato a partire dal 1929 a Damasco, durante un viaggio con la moglie, dove ebbe modo di vedere parecchi sopravvissuti armeni, l'opera fu pubblicata in lingua tedesca nel novembre 1933, riscuotendo un grande successo internazionale. A Werfel fu dato ampio merito per aver risvegliato l'opinione pubblica internazionale sull'esistenza e le prove della persecuzione e del genocidio inflitti agli Armeni.

## Tema
Il romanzo illustra il piano criminale turco, antesignano del progetto di sterminio degli ebrei da parte di Hitler, di deportazione e sterminio della popolazione cristiana armena realizzato da turchi e curdi nel 1915. 
La storia è centrata sull'auto-difesa di una piccola comunità di Armeni, stanziati vicino al Mussa Dagh (Montagna di Mosè), una montagna nel Vilayet di Aleppo nell'Impero Ottomano – ora provincia di Hatay, parte della Turchia meridionale, sulla costa mediterranea – e gli eventi a Costantinopoli (Istanbul) e nelle province, dove il Governo dei Giovani Turchi orchestrò le deportazioni, i campi di concentramento e i brutali massacri dei cittadini Armeni dell'Impero. Contestati e controversi, gli avvenimenti e le responsabilità sin da quando divennero di dominio pubblico, i fatti e lo scopo del genocidio degli Armeni rimasero poco conosciuti, almeno fino al romanzo di Werfel, il quale fece molte ricerche per documentarsi su quei drammatici eventi storici.

## Trama
Un gruppo di sette villaggi armeni, situati alla base del monte Mussa Dagh, circa 5000 persone, decidono di opporsi con le armi alla minaccia mortale messa in atto contro di loro. Essi, asserragliati sul monte, riescono a resistere agli assalti turchi per 40 giorni prima di essere salvati da una nave da guerra francese, che, casualmente, transitava in quella zona.

## Influenza culturale
Nel romanzo La masseria delle allodole, scritto da Antonia Arslan, l'opera di Werfel è citata esplicitamente.

## Edizioni italiane
- I quaranta giorni del Mussa Dagh, trad. Cristina Baseggio riveduta da Elena Broseghini, Milano, Arnoldo Mondadori Editore, 2016.
- I quaranta giorni del Mussa Dagh, trad. Cristina Baseggio, Milano, Arnoldo Mondadori Editore, 1935; Collana Scrittori di tutto il mondo, Milano, Corbaccio, 1997-2020.